# Policenauts
Policenauts (Japans: ポリスノーツ) is een computerspel dat is ontwikkeld en uitgegeven door het Japanse computerspellenconcern Konami. Het avonturenspel kwam op 29 juli 1994 uit voor de NEC PC-98.

## Plot
Het speelt zich af in 2010 waarbij de mensen de eerste ruimtekolonie heeft gesticht. Een bewaker wordt de ruimte in gezogen en een jaar later weer terug gevonden. Na een aantal jaar wordt hij weer teruggevonden in een huis op aarde en is hij alles vergeten wat er is gebeurd. In het spel gaat de speler met zijn vrouw terug in het verleden en proberen zijn geheugen terug te krijgen. 

## Platforms
| Jaar | Platform                 |
| ---- | ------------------------ |
| 1994 | PC-98                    |
| 1995 | 3DO                      |
| 1996 | PlayStation, SEGA Saturn |
| 2008 | PSP, PlayStation 3       |
| 2012 | PS Vita                  |

## Ontvangst
| Beoordeeld door  | Platform    | Jaar | Score |
| ---------------- | ----------- | ---- | ----- |
| GameFan Magazine | PlayStation | 1996 | 95%   |
| GameCola.net     | SEGA Saturn | 2006 | 73%   |